# 陽薦
阳荐（？—？），號抱愚，湖广衡州府衡陽縣軍籍。庚辰（1580年）十月二十四日生。

## 生平
万历二十五年（1597年）丁酉科湖广乡试第八十一名举人，四十一年（1613年）癸丑科三甲二百六十九名進士，吏部觀政，未任官。

## 家族
曾祖阳廷褧。祖父阳曰庠。生父阳觐，庠生。